# 사대
사대(事大)는 조선의 중국에 대한 외교정책을 상징하는 개념어로, 문자 그대로의 뜻은 강자를 섬긴다는 것이다. 그러나 문자적 의미와는 별개로, '사대'라는 용어는 해석상 시기를 막론하고 일의적 의미를 지니는 표현이 아니었다.

## 어원
'사대'라는 용어는 중국 서주 시대에서 유래한 것으로, 유교 경전의 고전인 춘추좌씨전과 맹자를 통해 외교적 개념어로서 널리 알려졌다. 다만 두 고전에서 사대라는 개념어를 사용하는 용법에는 차이가 있다.:66-67
예를 들어 춘추좌씨전에서는 "예(禮)란 작은 나라가 큰 나라를 섬기고, 큰 나라가 작은 나라를 아끼는 것을 말한다.[禮也者 小事大 大字小之謂]"고 하여 '사대자소'(事大字小)의 원리를 제시했으나, 맹자는 "이웃 나라와 사귀는 데 도가 있습니까?"라는 제 선왕의 질문에 "오직 어진 사람(仁者)이라야 큰 나라로서 작은 나라를 섬길 수 있으며,[惟仁者為能以大事小] … 오직 지혜로운 사람(智者)이라야 작은 나라로서 큰 나라를 섬길 수 있습니다.[惟智者為能以小事大] … 큰 나라로서 작은 나라를 섬기는 사람은 하늘의 이치를 즐거워하는 자요, 작은 나라로서 큰 나라를 섬기는 자는 하늘의 이치를 두려워하는 자이니, 하늘의 이치를 즐거워하는 사람은 천하를 보전하고, 하늘의 이치를 두려워하는 사람은 그 나라를 보전할 수 있습니다."라고 대답하여 '사대'(事大)와 '사소'(事小)의 원리를 함께 제시하였다.

## 해석
조선 시대의 '사대'가 지니는 의미에 대해 오늘날 널리 알려진 해석은 그것이 실용주의적 관점에서의 외교정책이므로, 단순히 주체성 없이 강대국을 섬기는 태도에 대한 식민사관의 멸칭인 '사대주의'와 다른 개념이라는 것이다. 이러한 해석은 해방 후 1950년대 말부터 식민사관을 극복하기 위한 한국사 학계의 노력에 의해 추동된 것으로, 1960년대에 서양의 봉신국과 중국의 책봉체제를 구분하려는 미국 동양사학계의 접근방식에 영향을 받아 1970년대부터 본격화된 것이다.:295-299
한편으로 '사대'라는 용어는 '교린'(交隣)이라는 호혜적 관계를 뜻하는 용어와도 종종 함께 사용되나, 이는 조선 시대에 사용되는 의미와 일치하는 것은 아니었다. 실제로 교린은 조선 전기까지도 그다지 널리 사용되는 단어가 아니었고, 사대에 비해 외교원리로서의 중요성이 떨어졌음에도 후대의 학자들이 대중관계 이외의 조선의 외교정책을 설명하는 개념어로써 재발굴해낸 것에 가깝다.:303-304

## 같이 보기
- 조선의 대외 관계
- 사대주의
- 교린